# Władysław Hordyński
Władysław Hordyński (ur. 1 marca 1908 w Rzeszowie, zm. 4 stycznia 1968 w Krakowie) – bibliotekarz, kierownik Oddziału Zbiorów Muzycznych Biblioteki Jagiellońskiej, starszy kustosz dyplomowany.

## Wczesne lata
Władysław Hordyński był synem Ludwika Horodyńskiego, profesora gimnazjalnego i wykładowcy matematyki na Politechnice Lwowskiej oraz Jadwigi z Walczaków. Niemalże całe życie spędził w Krakowie. W 1926 r. rozpoczął studia na Wydziale Filozoficznym Uniwersytetu Jagiellońskiego. Jako główny przedmiot wybrał polonistykę, ale dwa lata później rozpoczął studia muzykologiczne u Zdzisława Jachimeckiego, w roku 1939 uzyskał stopień magistra filozofii w zakresie muzykologii na podstawie pracy o życiu i twórczości fortepianowej polskiego kompozytora Józefa Krogulskiego.
Jeszcze jako student pracował w bibliotece Seminarium Historii i Teorii Muzyki Uniwersytetu Jagiellońskiego. Pracę w Bibliotece Jagiellońskiej rozpoczął w 1930 r. Najpierw jako wolontariusz, a od 1936 r. jako pracownik. W tym samym roku złożył egzamin bibliotekarski.
Od początku pracy w Bibliotece Jagiellońskiej zajął się jej zbiorami muzycznymi, miał im poświęcić całe życie. Literatura muzyczna, skatalogowana i usystematyzowana w przestarzały sposób, wymagała gruntowego opracowania i uporządkowania.

## Lata wojny
Lata drugiej wojny światowej spędził w Rumunii, mieszkał w Bukareszcie. Pracował w Bibliotece Akademii Rumuńskiej, gdzie zajmował się zbiorami muzycznymi (m.in. przygotował instrukcję dla działu muzycznego). Ponadto pracował w bibliotece Konserwatorium Muzycznego i w bibliotece Francuskiego Instytutu Studiów Bizantyjskich w Bukareszcie. W trakcie pobytu w Rumunii sporządził wykaz poloników XV – XVIII wieku ze zbiorów Biblioteki Akademii Rumuńskiej (druk.: "Biuletyn Miesięczny Biblioteki Jagiellońskiej", 1953, nr 6 i 8).

## Lata powojenne
Po powrocie do kraju, w sierpniu 1945, podjął od razu pracę w Bibliotece Jagiellońskiej (zbiory muzyczne). Opiekował się też czytelnią zbiorów specjalnych. W 1958 roku został powołany na stanowisko kierownika Oddziału Zbiorów Muzycznych i Pracowni Fotograficznej, a w 1964 uzyskał stopień starszego kustosza dyplomowanego. Wiele starań poświęcił na zmodernizowanie pracowni fotograficznej. W ciągu trzydziestu lat pracy zawodowej zbiory muzyczne wzrosły czterokrotnie, powstał ich katalog, opracowano wiele z rękopisów muzycznych, zgromadzono bibliotekę podręczną i zapoczątkowano gromadzenie płyt. Hordyński dużo wysiłku wkładał w szkolenia pracowników i studentów. 
Całe życie interesował się problematyką bibliotekarstwa muzycznego, wymieniał się doświadczeniami z kolegami po fachu w kraju i za granicą. Pracował naukowo i zawodowo, jednej i drugiej sprawie poświęcając tak samo dużo czasu. Został powołany (w 1948 r.) na współpracownika Komisji Muzykologicznej Polskiej Akademii Umiejętności, był też członkiem Rady Naukowej oraz Sekcji Źródeł Towarzystwa Imienia Fryderyka Chopina. W 1949 roku podczas Roku Chopinowskiego organizował wystawę i w związku z tym pojechał do Francji w celu zebrania odpowiednich materiałów. Wiele publikował. Większość powojennych artykułów poświęcił Fryderykowi Chopinowi, ogłosił nieznane wcześniej listy Chopina do A. Cichockiego, czy uważane długo za zaginione młodzieńcze Wariacje  D-dur Chopina na temat pieśni Moore'a. Był autorem życiorysów dla Polskiego Słownika Biograficznego.
W 1954 roku został odznaczony Srebrnym Krzyżem Zasługi za swe osiągnięcia zawodowe.